# Стенсфілд Тернер
Стенсфілд Тернер (англ. Stansfield M. Turner; 1 грудня 1923 — 18 січня 2018) — військовий і державний діяч США, адмірал у відставці, Директор Центральної розвідки США (1977—1981).

## Біографія
Народився в Гайленд-Парку, в 1923 році. У 1941—1943 роках навчався в Емгерстському коледжі (Массачусетс), в 1946 році закінчив Військово-морську академію США. Протягом року служив на флоті, потім отримав стипендію Родса для навчання в Ексетер-коледжі Оксфордського університету в Англії, де в 1950 році отримав ступінь бакалавра, а в 1954 році — магістра мистецтв.
Надалі перебував на різних посадах в ВМС США: командував мінним тральщиком, есмінцем і ракетним есмінцем, працював в управлінні начальника військово-морських операцій, був помічником міністра оборони з системного аналізу, помічником і консультантом військово-морського міністра.
У 1970 році закінчив бізнес-школу Гарвардського університету. Командував тактичною групою авіаносців. У 1971—1972 роках — директор управління системного аналізу ВМС США. У 1972—1974 роках — президент Військово-морського коледжу Сполучених Штатів. З 1974 року — командувач 2-м американським флотом і ударним флотом НАТО в Атлантичному океані.
З вересня 1975 року — головнокомандувач об'єднаними збройними силами НАТО в Південній Європі. Адмірал (1975).
8 лютого 1977 року призначений президентом Д. Картером директором Центральної розвідки і главою Центрального розвідувального управління, 24 лютого затверджений Сенатом, 9 березня вступив на посаду. Очолював ЦРУ до 20 січня 1981 року. Керуючи ЦРУ, Тернер деякий час залишався на дійсній військовій службі. Однак 31 грудня 1978 року його звільнився з ВМС.
Після відходу з ЦРУ займався літературною діяльністю, виступав з лекціями, на телебаченні, був членом ради директорів Monsanto Company. Вийшов на пенсію з посади старшого наукового співробітника Школи публічної політики Університету штату Меріленд.
Автор книги «Таємність і демократія» («Secrecy and Democracy», 1985).
У фільмі «Війна Чарлі Вілсона» 2008 року режисера Майка Ніколса Тернера згадує один з персонажів — Густ Авракотос, роль якого виконує Філіп Сеймур Хоффман, який номінувався на «Оскара» за цю роль. У картині «Операція» Арго" 2012 року в образ Тернера перевтілився Філіп Бейкер Холл.
Помер 18 січня 2018.